# Acta Botanica Academiae Scientiarum Hungaricae
Acta Botanica Academiae Scientiarum Hungaricae (abreviado Acta Bot. Acad. Sci. Hung.) fue una revista ilustrada con descripciones botánicas. Fueron editados 28 volúmenes en Budapest en los años 1954 a 1982, fue reemplazada por Acta Botanica Hungarica.